# Henge von Conon Bridge

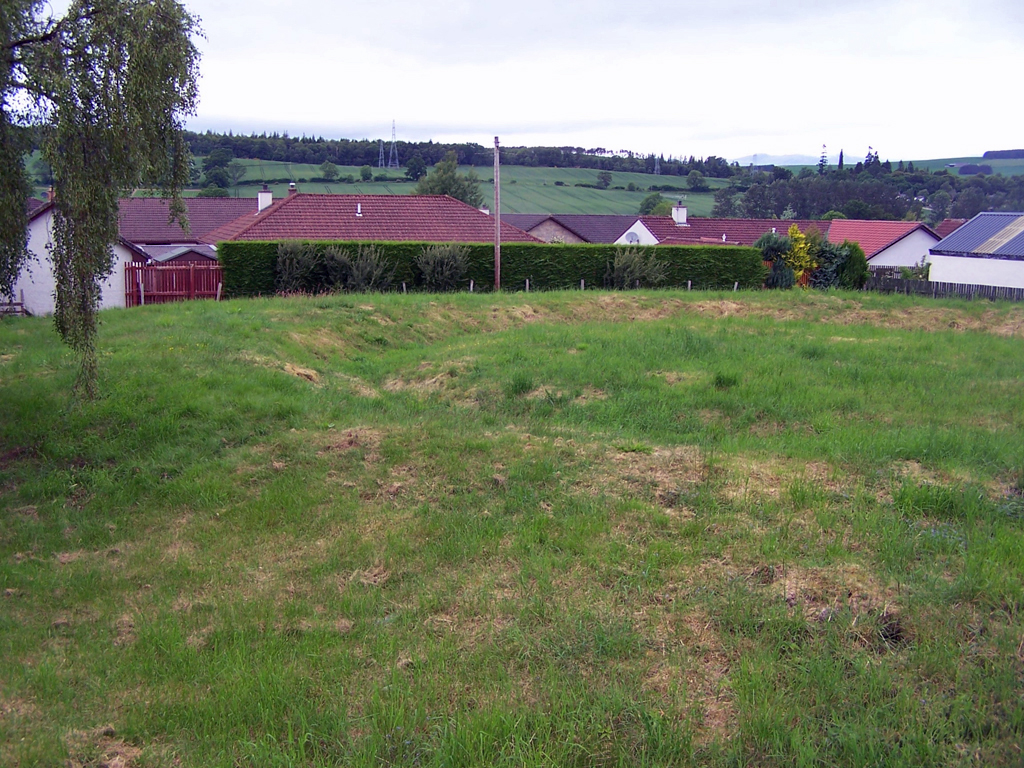
Henge von Conon Bridge

Das Henge von Conon Bridge liegt zwischen der Straße A862 und dem River Conon im Süden von Conon Bridge südlich von Dingwall in den Highlands in Schottland. Ein Henge [hɛndʒ] (auch Henge monument genannt) ist ein neolithisches Erdwerk. Henges sind runde oder ovale Flächen, die von einem Erdwall mit zumeist innenliegendem Graben umgeben waren.
Conon Bridge besteht aus einem flachen runden Bereich von 14,4 m Durchmesser, umgeben von einem 2,7 m breiten Graben mit einem 1,5 m breiten Damm im Südosten. Ein etwa 3,6 m breiter Wall mit einem Außendurchmesser von etwa 25,0 m umgibt den Graben, hat aber offenbar keinen Durchgang, der dem Damm über den Graben entspricht. Auf den ersten Blick scheint dies ein Klasse I Henge nach Richard J. C. Atkinson (1920–1994) zu sein, aber nur eine Ausgrabung kann klären, ob der Wall ursprünglich vollständig ringförmig war. Wenn es so wäre, könnte die Struktur im besten Fall als Protohenge oder hengeförmiges Erdwerk bezeichnet werden. Es stammt aus dem 2. oder 3. Jahrtausend v. Chr.